# Domčický mlýn
Domčický mlýn v Domčicích, části Horních Dunajovic v okrese Znojmo, je bývalý vodní mlýn, který stojí na potoce Křepička před jeho soutokem s potokem Rosavka. V letech 1958–1987 byl chráněn jako nemovitá kulturní památka České republiky.

## Historie
Mlýn je vyobrazen na Indikačních skicách z let 1824–1843 a 1869–1881.

## Popis
Areál mlýna stojí ve svažitém terénu v blízkosti Domčického rybníka. Na dvoupodlažní mohutnou budovu mlýna krytou polovalbovou střechou osově navazuje vyšší provozní objekt a zprava dvoupodlažní obytné budovy. Štítová průčelí obou budov spojuje zídka s branou se segmentovým záklenkem; dvůr uzavírá hospodářské stavení.
Voda na vodní kolo vedla mlýnským náhonem a odtokovým kanálem se vracela do potoka. V roce 1930 zde byla Francisova turbína (průtok 0,242 m³/s, spád 5,5 m, výkon 13,5 k).